# Encusa

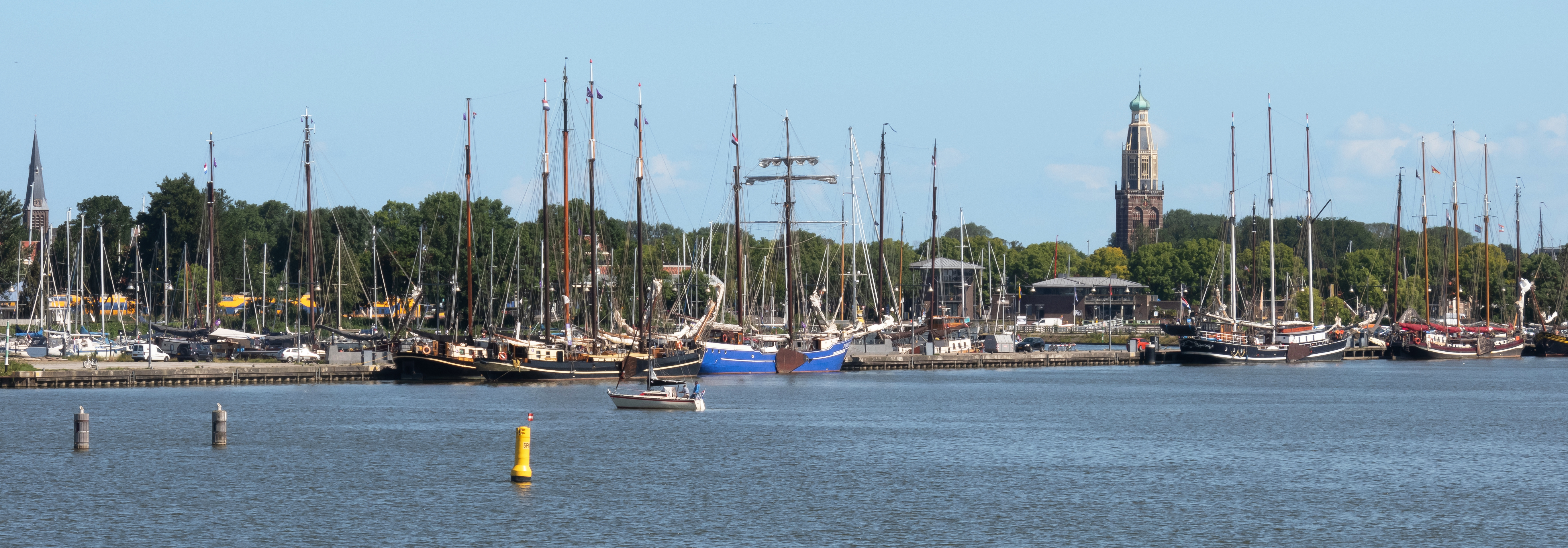
Vista de la ciudad desde la calle Sluisweg

Encusa[cita requerida] (en neerlandés: Enkhuizen) es un municipio y una ciudad de la provincia de Holanda Septentrional, región de Frisia Occidental, en los Países Bajos. Recibió la carta de municipalidad en 1355.
Encusa era una de las ciudades propietaria de la Compañía Holandesa de las Indias Orientales junto con Ámsterdam y Hoorn.
En la ciudad se localiza el Zuiderzeemuseum, museo al aire libre que refleja la vida de los pueblos de la rivera del Zuiderzee – o Mar del Sur – en la Edad Media. Muchos de los edificios del museo provienen de diferentes localidades de los Países Bajos.

## Historia
Encusa está inscrito por primera vez en el año 1299. Era un pueblo de pescadores, con un importante puerto. En el año 1335 el pueblo de Encusa estaba unido con el pueblo Gommerskerspel. 
El conde Guillermo III de Henao concedió los derechos de ciudad y la nombró Encusa.
Hacia el año 1400 la pesca y la marina mercante era la fuente más importante de riqueza, por lo que el puerto fue ampliado. Se unió, como el resto del condado de Holanda, a los Países Bajos de los Habsburgo en 1482, El 21 de mayo de 1572, los mendigos del mar ocupaban la ciudad, durante la guerra de los Ochenta Años.
En el año 1602 fue fundada la VOC (Compañía Unida de las Indias Orientales), siendo Encusa una de las ciudades más importantes de la misma, haciendo que aumentara su economía.
Por otro lado, la pesca del arenque, así como el comercio con los países del Mar Báltico, Inglaterra, África Occidental y las Indias Orientales Neerlandesas eran una importante fuente de ingresos para la ciudad.
A partir de 1652 la economía de Encusa desmejoró a causa de las guerras con Inglaterra y la competencia creciente con la capital (Ámsterdam), aumentando de nuevo en 1885 debido a la construcción de la línea de tren de Encusa a Ámsterdam.
Hoy en día las compañías de semillas y plásticos son dos importantes fuentes económicas para la ciudad de Encusa, así como el turismo, siendo el centro histórico ‘Zuiderzeemuseum’ y los puertos lo más atractivo para los turistas.

## Atracciones turísticas

### El museo del Zuiderzee
Ubicado en la ciudad de Encusa, Zuiderzeemuseum llama la atención por ser el único museo de Europa rodeado enteramente por agua, por estar al aire libre, por contar con la colección de objetos antiguos más grande de Holanda y, 
lo más importante, por recrear la vida de Zuiderzee, tal como era en el siglo XIX
Para sacarle el máximo partido a este museo tan particular, te aconsejamos que dediques, al menos, unas tres horas. El Zuiderzeemuseum engaña a primera vista. 
Lo que para un turista despistado puede ser simplemente un precioso pueblecito pesquero es en realidad una asombrosa recreación de urbanidad decimonónica en la que encontrarás 130 construcciones, realizadas
a partir de edificaciones auténticas de la época, que incluyen casas, una escuela, una oficina de correos, una iglesia -que fue trasladada piedra a piedra al museo-, un cementerio, una herrería, un astillero, una tienda de ultramarinos..

### Sprookjeswonderland
Sprookjeswonderland es un parque temático en Encusa, que trata de todos los cuentos de hadas. En el parque se encuentran varios cuentos desde muñecas y casas representadas. También hay varias atracciones, que también son todo en el espíritu de los cuentos de hadas diferentes.
días de apertura: desde marzo a octubre, y en diciembre y enero el parque es abierto con un tema de invierno.

### Hertenkamp (parque de los ciervos)
En el parque de Guillermina es un campo de ciervos. con varios animales, incluyendo ciervos, varios tipos de ovejas y cabras, llamas, gallinas, gansos y más están a la vista. Y algunos animales puede ser acariciados.

### El Museo del Barco Botella
El Museo de Barcos Botella contiene una gran colección de barcos botellas, más de 1.000 ejemplares de los primeros barcos de vela y de la era de VOC. pero también de la pesca, la caza y rescate.

## Eventos

### De Westfriese Waterweken (Las semanas de agua)
La semana del agua, o Westfriese Waterweken es un evento de verano en Encusa, Hoorn, Stede Broec, Schagen y Medemblik, consistente en un espectáculo de agua. 
El evento consiste de varias partes: conciertos en los puertos, teatro al aire libre, carreras de veleros y muchas otras cosas. Se trata de un evento extraordinario para todos los públicos.

### Festival de jazz
Desde 1974 se organiza el festival de Jazz Encusa en mayo/junio, en el que varias bandas internacionales de jazz actúan durante cuatro día, incluidas bandas de jazz tradicionales. Cada año, una baldosa en forma de estrella se coloca en el ‘Jazz Walk Of Fame’ de Enkuizen, con los nombres de los grandes del jazz. 

### La carrera de caballos al galope (De paardenrace)
Desde 31 de agosto de 1906 la carrera de caballos al galope consiste en tres partes. Por la mañana empiezan con patinaje artístico. Por la tarde es la carrera de caballos al galope y el día cierra con fuegos artificiales. El evento se celebra siempre el tercer jueves de septiembre. 

### País de pop
El país de pop es un festival de liberación para todas las edades. El festival de liberación se celebra cada 5 de mayo, que es organizado por los empleados y voluntarios de ‘Welwonen’. En 2012 se celebró los primeros cinco años de este festival. Fotos e información:

## La planificación espacial

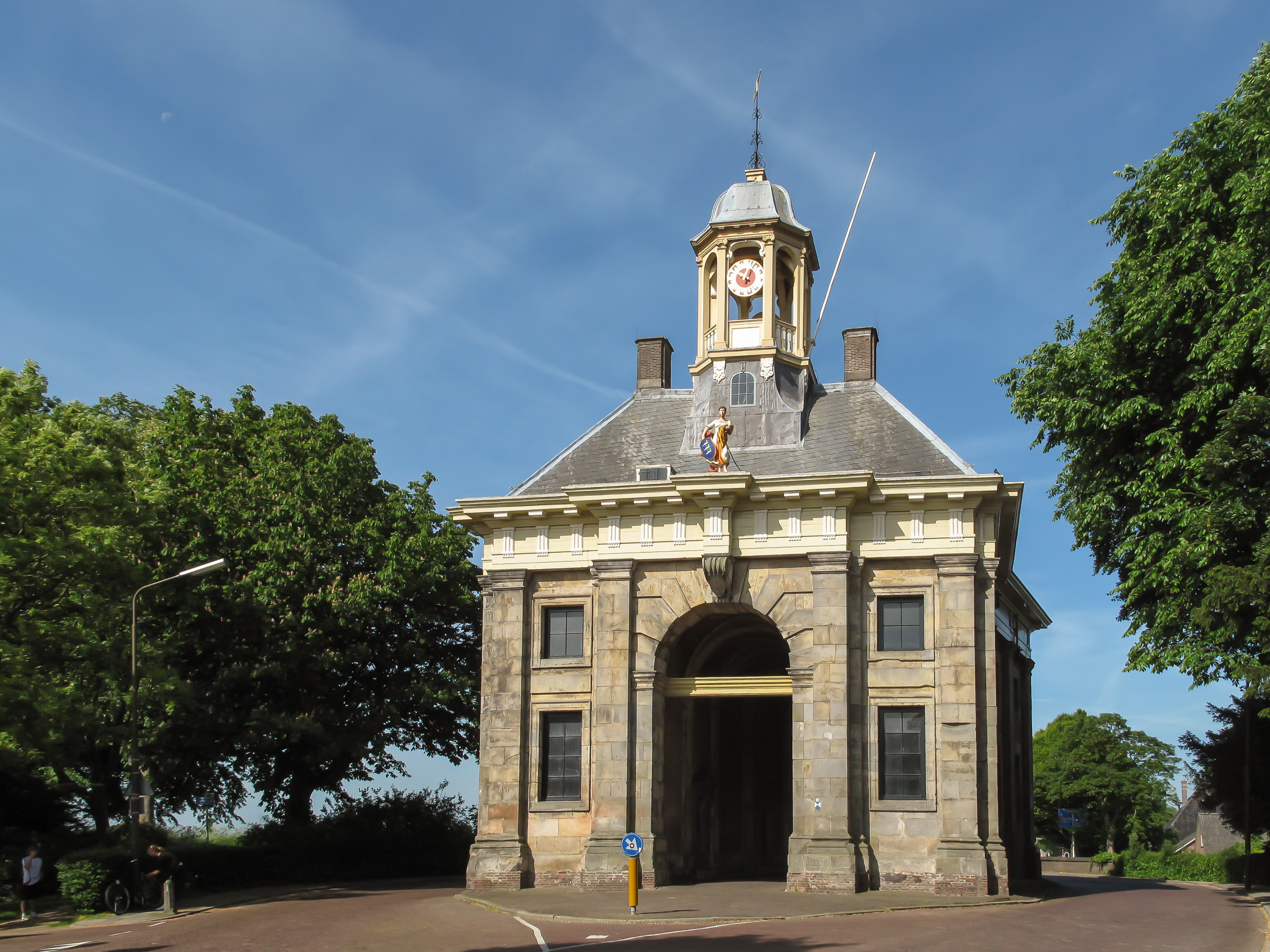
el portón (la Koepoort)

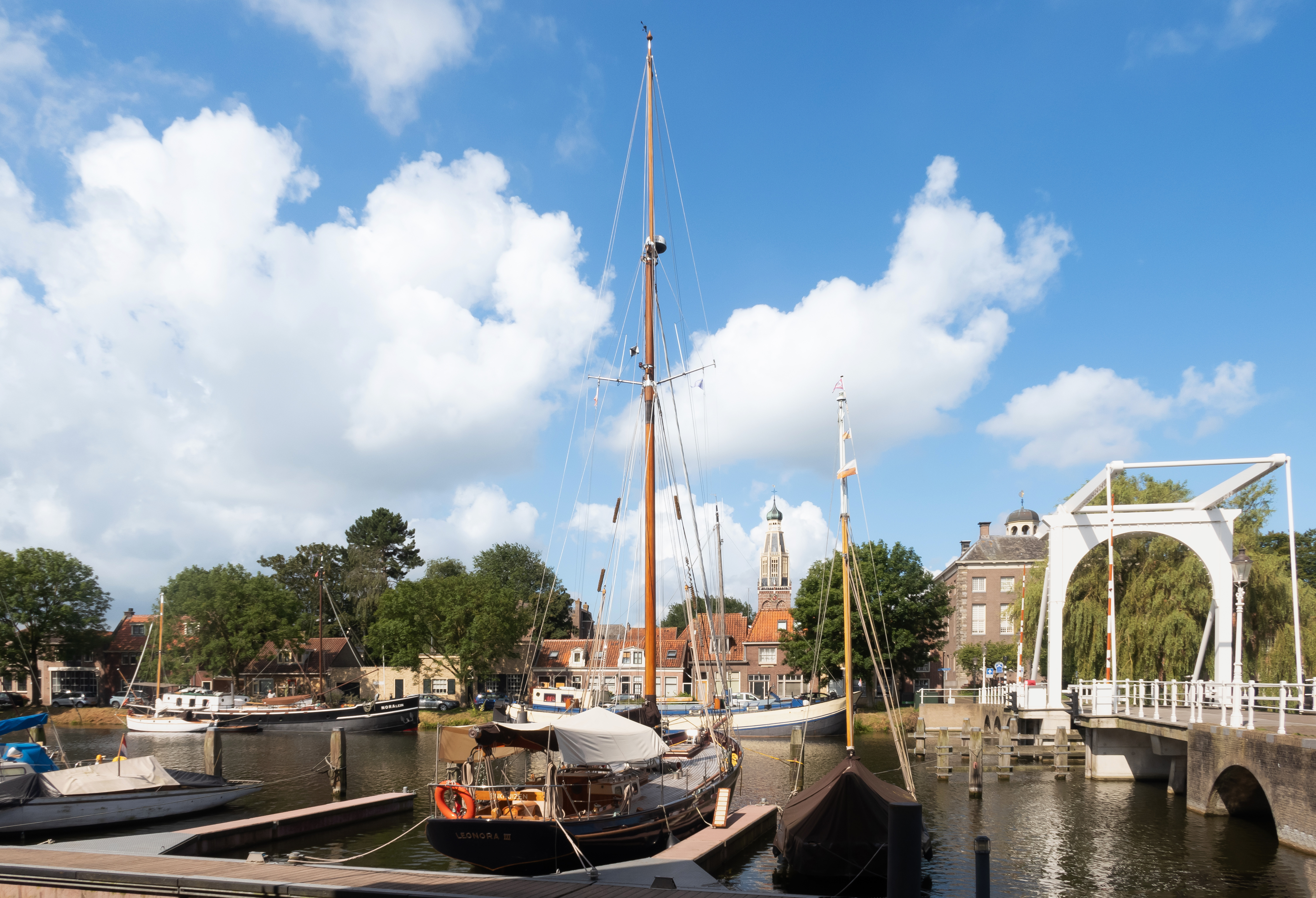
El puente (Compagniesbrug) en vista de la calle con el edificio monumental detrás de los árboles

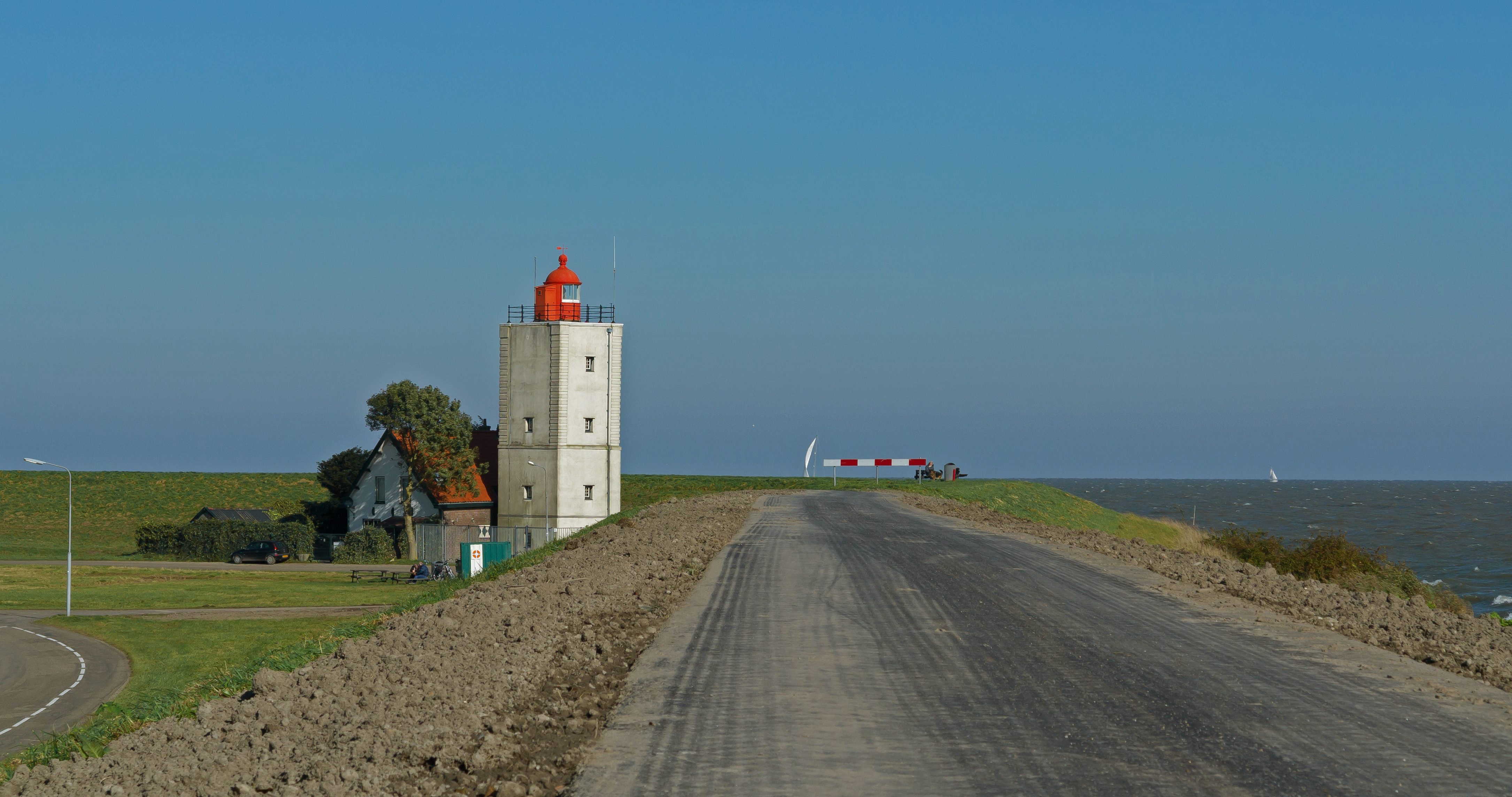
Oosterdijk, el faro (vuurtoren de Ven)

### Municipio
El municipio de Encusa es un municipio de la ciudad que se hacía en el norte un campo agrícola pequeña. El IJsselmeer forma el límite oriental. En el noroeste y suroeste limita con a Medemblik y a Stede Broec y en el lado sur del Markermeer.
El municipio tienes 18.275 habitantes que viven en un área de 116,04 km² de los cuales 103,62 km² de agua.

### La Ciudad
Encusa está situado en el este de Frisia Occidental, en el extremo oriental de la Streekweg.
El ciudad Encusa surgió de la fusión de dos pueblos de la Streekweg: Enchusen y Gommerskarspel. El núcleo de Gommerskarspel probablemente estaba dónde actualmente esta la Westerkerk. El viejo Enchusen fueron una vez en cualquier lugar de la extensión de la Streekweg (que se ejecuta en el Westerstraat actual) 
dónde ahora esta el IJsselmeer.
En 1356 los pueblos recibieron los derechos de ciudad y fueron llamados Encusa unió oficialmente una ciudad. En el período siguiente Encusa tuvo un carácter urbano a través de la creación de puertos y defensas y la construcción de edificios públicos.
En el siglo XV, cuatro monasterios fundados en Encusa. Bajo la presión de la situación política en 1489 comenzó a rodear la ciudad con murallas tierra. 
Gracias a la pesca de arenque y floreciente comercio, el número de habitantes de Encusa en el siglo XVI, creció muy rápidamente. Más y más casas fueron construidas, a menudo en ladrillo en lugar de madera.  
También nuevos puertos fueron construidas: Oude Haven, Oude Buyshaven y Nieuwe Buyshaven. El Oude Haven estaba protegido por la Drommedaris, la única torre de defensa que queda de Encusa.
La ciudad fue prorrogado para escalar al oeste y norte en el año 1600. Las murallas y las torres fueron reemplazadas por las defensas modernas, como De Vest la muralla de la ciudad. Además, nuevos puertos excavado dentro de la ciudad: el Nieuwe Haven, Oude Buyshaven y Nieuwe Buyshaven.
En el pico alrededor de 1650 Encusa tenía una población de 25.000. Mientras en el punto más bajo en 1850 vivió sólo 5.000 personas en Enkhhuizen. Muchas casas fueron demolidas y la ciudad consiguió un carácter rural. 
Sólo al final del siglo XIX hubo crecimiento de nuevo, mediante de la construcción de la vía férrea y la intensificación del cultivo de semillas de flores.

### El centro (dentro de Vest)
La ciudad se puede dividir en el puerto, el centro de la ciudad y De Groene Hoek (la esquina verde).
El centro es la parte medieval de la ciudad. Toda la zona está construido densamente y tiene pocas vistas de zonas retaguardia
De Groene Hoek, también llamado Boerenhoek, tiene un carácter agrícola. Esto está determinado principalmente por los numerosos canales con puentes, las vistas a las zonas de retaguardia y De Vest, las grandes piezas sin desarrollar abiertos, las masías antiguas y graneros.

### Áreas Portuarias
Los primeros puertos dentro, el Zuiderhavendijk y Noorderhavendijk, sólo fueron aptos para pequeñas embarcaciones. Ahora sólo el Zuiderhavendijk está .
En 1395 construida el primero puerto dentro: el Rommelhaven, actualmente todavía en uso como puerto exterior. Casi 150 años más tarde, fue necesario ampliar amarraderos. Por lo tanto, el canal fue profundizado y ampliado. Esto creó el Oude Haven (puerto viejo). 
Entre este puerto y el Rommelhaven un pasaje fue excavado cerca de la Drommedaris.
En 1562, De Vissershaven (el puerto pesquero) fue listo. Este puerto estaba en el norte de la ciudad y fue protegido por el Zuiderzee con un dique de algas marinas. El Oosterhaven que estaba listo cinco años más tarde también fue protegido con un dique similar. 
La dique era casi un kilómetro de largo y estaba a unos 100 metros de la orilla.
Entre 1593 y 1621 el Krabbershaven , Maashaven, Oude y Nieuwe Buishaven y Koopmanshaven fueron cavaron. Había espacio para cientos de barcos.
Ahora todos los puertos del norte de la ciudad han desaparecido, y el Nieuwe Haven también. Más hacia el oeste estaban el Oude Buishaven y Nieuwe Buishaven. En el mismo lugar donde ahora está el ferrocarril, el Koopmanshaven fue construido. 
En la segunda mitad del siglo XVII la declinación comenzó, y la mayoría de los puertos fueron llenos.
En 1885 el Spoorhaven fue cavado. De aquí partió en barco con un tren a Stavoren. Encusa hizo cada vez más popular entre el envío recreativo y necesitaba más amarraderos. 
En 1969, la Compagniehaven fue construido, en los años 70 siguieron Buyshaven, y en los primeros años del siglo 21 el Krabbershaven, el Veerhaven y Gependam.
El Compagnieshaven, Buyshaven (en primer lugar el Spoorhaven) y Krabbershaven cerca de Krabbersgat se estaban encuentran justo fuera de la ciudad histórica y ahora son modernas marinas.

### Plan Norte y Plan Sur
En 1950 hubo planes para la expansión de la ciudad. Al norte de la ciudad, una zona residencial fue prevista: Plan Norte, que tenía ofrecer espacio para 664 hogares. Entre el nuevo barrio y las antiguas murallas, debía estar un pedazo de verde. 
El nuevo distrito sería a costa de tierras culturales. En 1955 los primeros habitantes de Plan Norte pudieran entrar en sus hogares. Mientras tanto Planifique Norte está extensa, y se compone de varios barrios pequeños.
Al sur de la ciudad tenía venir una zona industrial: Plan Zuid.

### Industria (Plan Zuid)
El municipio de Encusa tiene tres zonas industrial: Krabbersplaat, Ketelwaal y Schepenwijk. Las zonas son por un total de aproximadamente 1.400 puestos de trabajo. Esto es aproximadamente el 25% del empleo total en Encusa.
- Krabbersplaat
Se trata de un parque industrial de 38 hectáreas, a orillas del IJsselmeer. Existen varias empresas que tienen una fuerte relación con el agua, como los constructores de barcos y una planta de hormigón.
- Ketelwaal
En esta área de 17 hectáreas es tradicionalmente para grupos de empresas ubicadas en la tuberías de plástico. Empresas como Pipelife y Alkor Draka son líderes en este ramo de la industria.
- Schepenwijk
El distrito industrial cubre 38 hectáreas y está ubicado en el cruce de la N506 y la N302 entre Hoorn y Lelystad.

### El aparcamiento en Encusa
En el centro de la ciudad de Encusa aparcar es posible de lunes a sábado 10:00-20:00 Pero solo en el área de permiso con un permiso de estacionamiento o con un disco de aparcamiento en la zona azul. Las zonas azules tienen un tiempo de estacionamiento máximo de dos horas.

### Pedir permiso de estacionamiento
P1 es la empresa que cuida los permiso de estacionamiento para el municipio Encusa a través de Servicio de aparcamiento de Encusa. Servicio de aparcamiento de Encusa sólo se puede acceder por teléfono, fax e internet. 
Naturalmente, se puede informar en la recepción sobre su licencia en el ayuntamiento en ‘de Hoogstraat’. Solicita su licencia en línea en la sitio web de p1 (link en parte inferior de la página)

### ¿Por qué un permiso de estacionamiento?
El centro de la ciudad de Encusa tiene siglos de antigüedad y no se construye para los coches por lo que las calles son muy estrecho. Al lado de los residentes también hay muchos turistas en la ciudad. Cada año, más de 1,2 millones de turistas visitan Encusa. 
Por lo tanto Encusa no tiene suficiente espacios de aparcamiento.

### Accesibilidad Encusa
Encusa está conectada por tren con Hoorn y Ámsterdam. El N506 se conecta Encusa con Hoorn, el N302 ofrece la conexión con la autopista A7. El N302 se ejecuta a través de la Houtribdijk, que separa el Markermeer de el Ijsselmeer. El dique se conecta Encusa con Lelystad. 
En la temporada de verano "MS Bep Glasius" navega tres veces al día entre Stavoren y Encusa. Desde el verano de 2009, el barco Willem Barentsz navega durante el verano dos veces al día ida y vuelta entre Encusa y Urk.

### El Westfrisiaweg
El N23 es la red de transporte que desee en Alkmaar a Zwolle. El Westfrisiaweg N23 es parte de Holanda Septentrional y la N23 carreras en Heerhugowaard a Encusa. La construcción de esta carretera tiene un impacto directo sobre las personas, las empresas, los usuarios y otras partes interesadas.

## Comida, bebida y entretenimiento
Encusa ofrece una gran variedad de restaurantes, cafés y tipos de alojamiento, como hoteles, cámpines o cama y desayno. Hay muchos restaurantes alrededor de los puertos. Los visitantes pueden optar por una vista de los yates y los barcos en el IJsselmeer o el dromedario . 
El Drommedaris es la puerta sur de la parte antigua de Encusa, y fue construido como una estructura defensiva en la entrada del puerto. Pero también más lejos, en el centro hay buenos restaurantes. 

### Tiendas
Encusa cuenta con más de un centenar de diferentes tiendas. En el centro de la ciudad se pueden encontrar muchas tiendas grandes y pequeñas. Muchos de ellos están ubicados en edificios auténticos con detalles característicos. Encusa no tiene fijo compras el domingo. 
Los comerciantes decidir sus propia horarios de apertura. Todos los miércoles en el centro de la ciudad de Encusa hay un mercado de las 9:00 desde las 16:00. Para su fruta y verduras frescas o deliciosos bollos, hay en la Westerstraat muchos puestos con ofertas.